# De bestialiska
De bestialiska (franska: Les yeux sans visage, "Ögonen utan ansikte") är en fransk spänningsfilm från 1960 i regi av Georges Franju med Pierre Brasseur och Alida Valli i huvudrollerna. Den handlar om en kirurg i Paris som mördar unga kvinnor och stjäl deras ansikten, för att försöka transplantera ett nytt ansikte åt sin dotter som råkat ut för en olycka. Filmen bygger på romanen Les yeux sans visage av Jean Redon. Den hade svensk premiär den 30 oktober 1961.
Filmen har haft stort inflytande över flera andra verk. Den har betytt mycket för flera filmer av den spanske regissören Jess Franco. Den var viktig för utformningen av figuren Michael Myers i skräckfilmen Alla helgons blodiga natt från 1978. Pedro Almodóvars film The Skin I Live In från 2011 är direkt inspirerad av De bestialiska. Holy Motors av Leos Carax har flera direkta vinkar till filmen.

## Medverkande
- Pierre Brasseur – professor Génessier
- Alida Valli – Louise
- Édith Scob – Christiane Génessier
- François Guérin – Jacques Vernon
- Juliette Mayniel – Edna Grüberg
- Béatrice Altariba – Paulette Mérodon
- Alexandre Rignault – kommissarie Parot
- René Génin – Émile Tessot, pappan
- Claude Brasseur – kommissarie Génin
- Michel Etcheverry – rättsläkaren
- Marcel Pérès – förste mannen på kyrkogården
- Lucien Hubert – andre mannen på kyrkogården
- Charles Blavette – anställd på stället för tillvaratagna djur
- Birgitta Juslin – Juliette, Ednas kamrat
- Yvette Étiévant – den lille sjuklingens mor